# Иван Пищийски
Иван Пищийски е български католически духовник, монах-успенец.

## Биография
Иван Пищийски е роден на роден 31 януари 1853 г. в село Калъчлий (днес кв. Генерал Николаево на град Раковски), Пловдивско. Той е един от първите ученици в училище „Свети Андрей“, основано от Викторин Галабер през 1863 г. През 1868 година е изпратен като послушник при отец Иполит Согре в град Виган във Франция. След това учи в колежа в град Ним. На 5 юни 1871 г. дава вечните си обети. От 1874 г. до 1876 г. е помощник на отец Пиер Декан в манастира на конгрегацията на успенците в Савой. Той е ръкоположен за свещеник на 17 март 1877 г. в Монпелие, Еро от епископ Кабриер.
През октомври 1877 г. се завръща в България. Първата му задача е да се грижи за дома на сираци в Одрин, създаден в резултат на Руско-турската война. През 1881 г. работи в новосъздаденото училище в София. Пет години работи в мисиите на успенците в Цариград и Одрин. От 1889 г. до 1892 г. е енорийски свещеник в енорията Пресвето сърце Исусово в Ямбол.
През 1892 г. той е преместен в град Кония, Османска империя за да организира нова мисия „Св. Павел“. През 1897 г. той се завръща в Пловдив, където в продължение на петнадесет години е директор на училището „Свети Андрей“. Също така служи като помощник-енорист в енорията „Свети Лудвиг“ от 1897 до 1907 г. Прави множество апостолски пътувания за да посетите религиозни общности, разпръснати в София, Варна и Бургас – над 5000 км на година. Служители на българските железници дълго помнят този безстрашен мисионер. През януари 1919 г. се разболява и намалява своята апостолическа активност. Умира от апоплексия (кръвоизлив в мозъка) на 25 март 1920 г. в Пловдив.